# Estrela de Belém

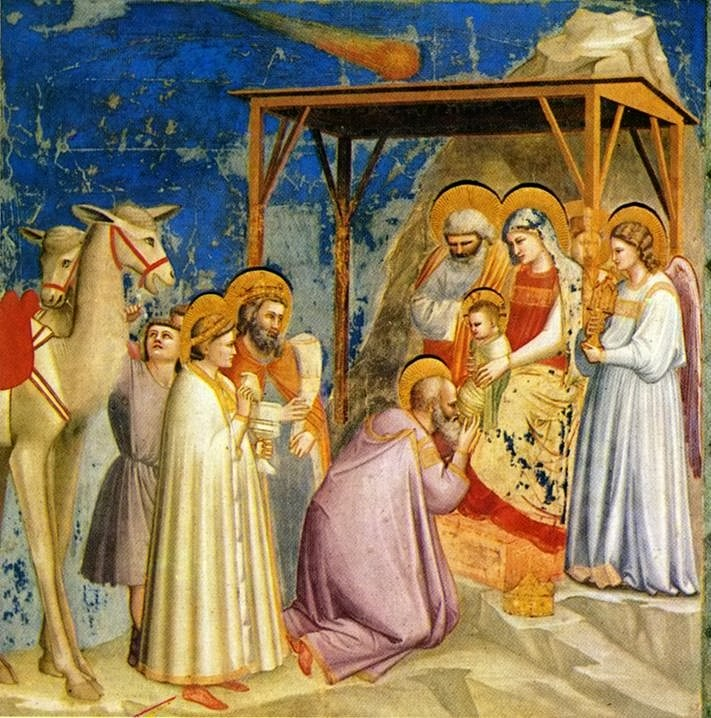
Adoração dos Magos do pintor florentino Giotto di Bondone (1267–1337). A Estrela de Belém está caraterizada como um cometa acima da criança. Giotto testemunhou a passagem do cometa Halley em 1301.

A Estrela de Belém, também chamada de Estrela de Natal e Estrela-Guia, revelou o nascimento de Jesus aos  Reis Magos e, posteriormente, guiou-os até Belém, segundo a tradição cristã. A estrela aparece apenas na história da natividade do Evangelho de Mateus, no qual os astrólogos são orientados a viajar para Jerusalém. Lá, encontraram-se com Herodes de Judeia e questionaram-lhe onde teria nascido o rei dos judeus. Baseado num versículo do livro de Miqueias interpretado como sendo uma profecia, Herodes enviou-os a Belém, para sul de Jerusalém. De seguida, a estrela encaminhou-os até ao local onde residia Jesus, de forma a que pudessem prestar-lhe homenagem e oferecer-lhe presentes. Os sábios magos receberam em sonho o conselho de não retornarem ao encontro de Herodes e, por isso, regressaram a casa por um caminho diferente.
Muitos cristãos olham para a estrela como um sinal milagroso que marcou o nascimento de Cristo (ou Messias). Alguns teólogos defendem que a estrela cumpriu uma profecia conhecida como "Profecia da Estrela". Foram ainda feitas várias tentativas por astrónomos de ligar a estrela a fenómenos astronómicos pouco comuns, como uma conjunção de Júpiter e Vénus, um cometa ou supernova.
Vários académicos modernos não consideram que a história descreva um acontecimento histórico, mas sim uma piedosa ficção criada pelo autor do Evangelho segundo Mateus.
Durante a quadra natalícia, o tema é um dos favoritos a ser debatido nos planetários, ainda que o relato bíblico descreva Jesus como uma palavra grega mais ampla, que pode significar "criança" (paidon), em vez da palavra mais específica para recém-nascido (brephos), sugerindo que a visita ter-se-ia realizado algum tempo após o nascimento do menino, possivelmente implicando que algum tempo tinha passado desde o nascimento. No cristianismo ocidental, o evento é celebrado na Epifania (6 de janeiro).

## Narrativa em Mateus
No Evangelho segundo Mateus, está escrito que os magos (traduzido também como "sábios", que neste contexto provavelmente significa "astrónomo" ou "astrólogo") chegaram à corte de Herodes em Jerusalém e contaram ao rei sobre uma estrela que representaria o nascimento do rei dos judeus:
| “ | «Tendo, pois, nascido Jesus em Belém da Judéia, no tempo do rei Herodes, eis que vieram do oriente a Jerusalém uns magos que perguntavam: Onde está aquele que é nascido rei dos judeus? pois do oriente vimos a sua estrela e viemos adorá-lo. O rei Herodes, ao ouvir isso, perturbou-se, e com ele toda a Jerusalém; e reunindo todos os principais sacerdotes e os escribas do povo, perguntava-lhes onde havia de nascer o Cristo.» (Mateus 2:1–4) | ” |

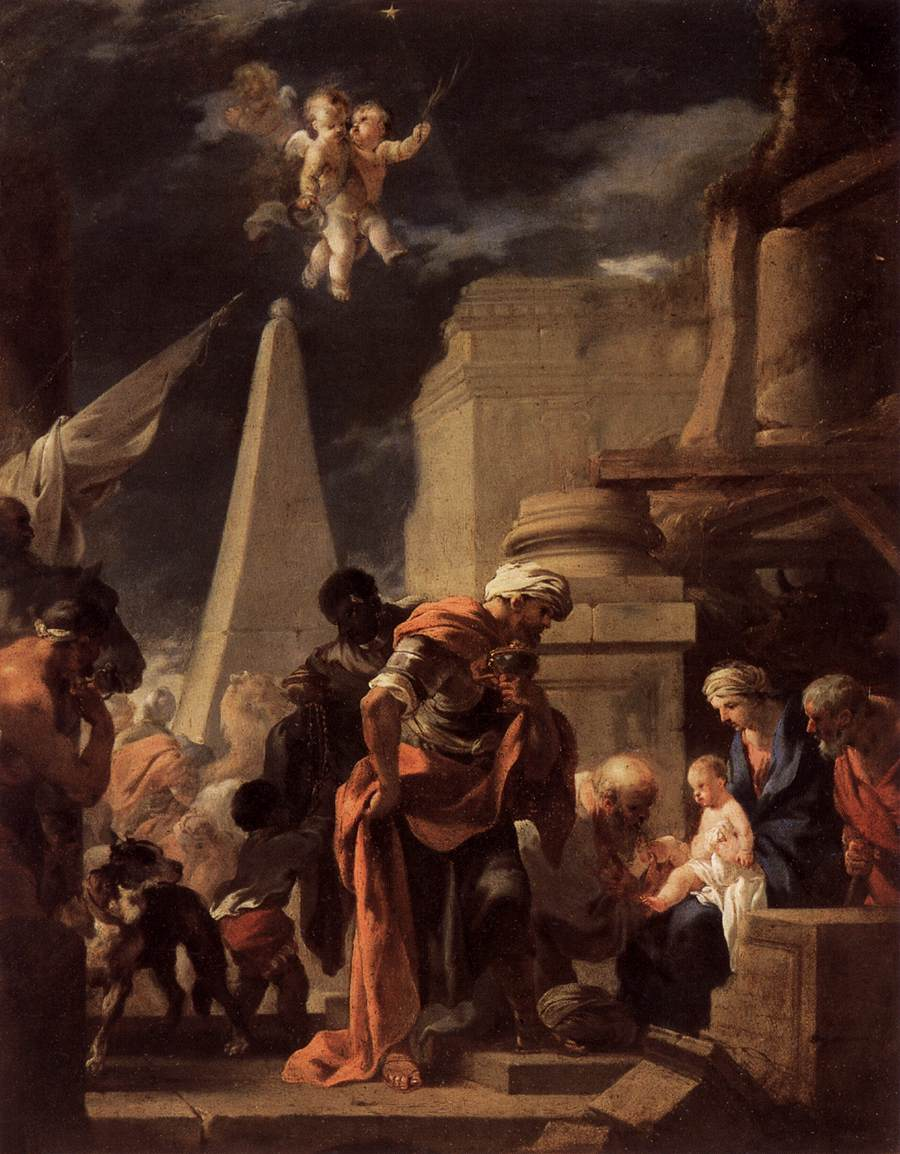
Adoração dos Magos (1642-45), por Sébastien Bourdon, atualmente na Galeria Sanssouci, em Potsdam, Alemanha.

Herodes ficou "perturbado" não devido ao aparecimento da estrela, mas por ter sido informado pelos magos que um "rei dos judeus" tinha nascido, o que foi entendido como sendo uma referência a Messias, um líder do povo judeu cuja vinda fora prevista nas escrituras. Para tentar descobrir onde teria nascido, Herodes recorreu aos seus conselheiros, cuja resposta foi que teria sido Belém, o local onde nascera o rei David, citado pelo profeta Miqueias. O rei então passou aos magos esta informação.
| “ | «Então Herodes chamou secretamente os magos, e deles inquiriu com precisão acerca do tempo em que a estrela aparecera; e enviando-os a Belém, disse-lhes: Ide, e perguntai diligentemente pelo menino; e, quando o achardes, participai-mo, para que também eu vá e o adore. Tendo eles, pois, ouvido o rei, partiram; e eis que a estrela que tinham visto quando no oriente ia adiante deles, até que, chegando, se deteve sobre o lugar onde estava o menino. Ao verem eles a estrela, regozijaram-se com grande alegria. E entrando na casa, viram o menino com Maria sua mãe e, prostrando-se, o adoraram; e abrindo os seus tesouros, ofertaram-lhe dádivas: ouro, incenso e mirra.» (Mateus 2:7–10) | ” |

O relato de Mateus sugere que os magos sabiam, pelo aparecimento da estrela, que o "rei dos judeus" já tinha nascido mesmo antes de terem chegado Jerusalém. Os sábios presentearam Jesus com ouro, incenso e mirra, e como o versículo 11 descreve, encontram a mãe e o filho não numa manjedoura, mas sim numa casa. Num sonho, os magos foram alertados a não retornarem a Jerusalém e, assim, seguiram por outro caminho de volta aos seus respetivos países. Quando Herodes percebeu que fora enganado, decretou a execução de todos os meninos "com dois anos ou menos" residentes em Belém, baseando-se na informação que os reis magos tinham fornecido acerca do primeiro aparecimento da estrela. José, alertado num sonho, levou a sua família para o Egito por segurança. O Evangelho liga a fuga a um versículo das escrituras, também interpretado como uma profecia: "Do Egito chamei o meu Filho"; uma referência à fuga dos hebreus do Egito sob Moisés, o que sugere que Mateus via a vida de Jesus como uma recapitulação da história do povo judeu, com a Judeia a representar o Egito e Herodes o faraó. Após a morte de Herodes, José é novamente alertado em sonho sobre a morte de Herodes e retorna com a sua família do Egito para permanecer na Nazaré, em Galileia. Este trecho também seria a realização de uma profecia, "Ele será chamado Nazareno", de origem desconhecida No verso 25 do Atos dos Apóstolos, um nazareno é um seguidor de Jesus, ou seja, um cristão. Assim, o termo pode ter derivado de uma palavra semita que posteriormente foi fundida com Nazaré, como por exemplo נצר (netser - "ramo"), que foi utilizada como um título messiânico com base no 11.º versículo de livro de Isaías.

## Teorias

### Ficção piedosa
Muitos estudiosos, que veem as histórias da Natividade do Evangelho como relatos apologéticos posteriores criados para estabelecer o estatuto messiânico de Jesus, consideram a Estrela de Belém - também denominada Estrela de Natal - como uma ficção piedosa. Os aspetos da narrativa de Mateus que levantaram questões sobre o evento histórico incluem: Mateus ser o único dos quatro evangelhos que menciona a Estrela de Belém ou os magos. No versículo sexto de Evangelho segundo Marcos, o autor - considerado pelos eruditos do texto moderno como o mais antigo dos evangelhos - não parece estar ciente da história do nascimento ocorrido em Belém. Uma personagem em Evangelho segundo João afirma que Jesus é originário de Galileia, e não de Belém. Os evangelhos descrevem muitas vezes Jesus como sendo "de Nazaré". Os académicos sugerem que Jesus nasceu em Nazaré e que as narrativas do nascimento de Belém refletem o desejo dos escritores do Evangelho em apresentar o seu nascimento como o cumprimento da profecia. A história de Mateus entra em conflito com a narrativa do Evangelho segundo Lucas, no qual a família de Jesus já vive em Nazaré, viaja para Belém e regressa a casa quase de imediato.

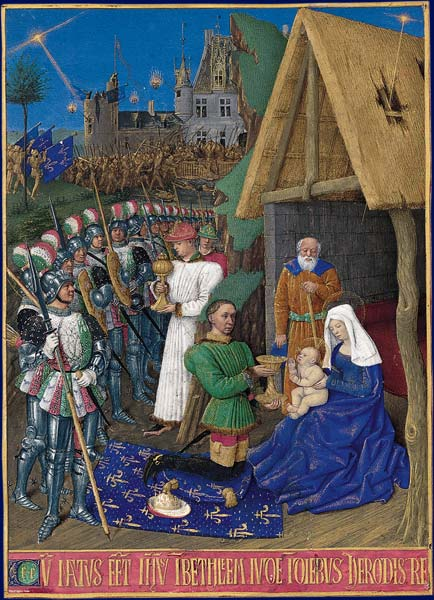
Adoration of the Magi, por Jean Fouquet (século XV). A Estrela de Belém pode ser vista no canto superior direito. Os soldados e o castelo de fundo podem representar a Batalha de Castillon (1453).

A descrição de Mateus sobre os milagres e os presságios relacionados com o nascimento de Jesus podem ser comparados a histórias sobre o nascimento de Augusto (63 a.C.). Relacionar um nascimento à primeira aparição de uma estrela era consistente com uma crença popular de que a vida de cada pessoa estava vinculada a essa estrela em particular. Magos e eventos astronómicos foram ligados na mente pública devido à visita a Roma de uma delegação de magos no momento de uma aparição do cometa Halley, em 66 d.C., no tempo em que o Evangelho de Mateus estava a ser escrito. Esta delegação foi conduzida pelo rei Tirídates da Arménia, que foi na procura de confirmação do seu título pelo imperador Nero. O historiador romano Dião Cássio escreveu que "o rei não regressou pela rota que tinha seguido na vinda" uma linha semelhante à que pode ser encontrada na narrativa de Mateus.

### Realização de uma profecia
Os anciãos acreditavam que os fenómenos astronómicos estavam ligados aos eventos na terra. Milagres eram rotineiramente associados ao nascimento de pessoas importantes, incluindo o dos patriarcas hebreus, assim como dos heróis gregos e romanos.
A Estrela de Belém é, por isso, tradicionalmente ligada à Profecia da Estrela, que aparece no livro de Números:
| “ | Eu o vejo, porém não agora; Eu o contemplo, porém não de perto. De Jacob nascerá uma estrela, E de Israel se levantará um cetro, Que esmagará as frontes de Moabe E o crânio de todos os descendentes de Sete. | ” |

Embora estivessem a referenciar evidentemente o futuro imediato, uma vez que o reino de Moab há muito já não existia quando os evangelhos foram escritos, esta passagem tem sido amplamente utilizada como uma referência à vinda de um Messias. Foi, por exemplo, citada por Flávio Josefo, que acreditava que o versículo fazia referência ao imperador romano Vespasiano. Orígenes, um dos mais importantes teólogos do cristianismo primitivo, relacionou a Profecia da Estrela com a Estrela de Belém:
| “ | Se, então, no começo de novas dinastias ou por ocasião de eventos importantes, aparece um assim chamado "cometa" ou qualquer outro corpo celestial, por que seria espantoso se no nascimento d'Ele, que introduzirá uma nova doutrina para a raça humana; e que faria a sua doutrina conhecida não apenas pelos judeus, mas também para os gregos e para muitas das nações bárbaros vizinhas, uma estrela aparecesse? Agora, diria, que com respeito a cometas não há profecia conhecida que trate de tal aparecimento ou deste aparecimento em conexão com um reino em particular ou uma época em particular; mas com respeito à aparição de uma estrela no nascimento de Jesus, há uma profecia de Balaão relatada por Moisés que fala sobre este aparecimento: De Jacó nascerá uma estrela, E de Israel se levantará um homem. | ” |
|   | — Orígenes, Contra Celso I.54. |   |

De acordo com Orígenes, os magos poderiam ter decidido viajar até Jerusalém quando "conjeturaram que o homem cujo aparecimento fora previsto juntamente com o de uma estrela teria de facto vindo ao mundo".
Os magos são por vezes chamados também de "reis" por conta da crença de que estariam a cumprir as profecias de Isaías e dos Salmos sobre uma viagem a Jerusalém por reis gentios. Isaías menciona presentes de ouro e incenso. Na Septuaginta, a tradução grega do Antigo Testamento que provavelmente foi utilizada por Mateus, estas oferendas aparecem como ouro e olíbano, semelhante à narrativa em Mateus que menciona "ouro, incenso e mirra". A mirra representa a mortalidade, segundo Orígenes.
Enquanto que Orígenes defende uma explicação naturalista, João Crisóstomo via a estrela como sendo puramente milagrosa: "Como então, digam-me, a estrela poderia apontar para um local tão específico - o espaço de uma manjedoura e um barraco -, sem que tenha descido das alturas e permanecido logo acima da cabeça do menino? E era a isso que aludia o evangelista quando disse "e eis que a estrela, que viram no oriente, ia adiante deles, até que foi parar sobre o lugar onde estava o menino"."

### Objeto astronómico
Embora a palavra "mago" (no grego helenístico μαγοι) seja comummente traduzida como "[homem] sábio", neste contexto significaria "astrónomo" ou "astrólogo". O envolvimento dos astrólogos na história do nascimento de Jesus foi problemático para a Igreja antiga, porque esta condenava a astrologia como demoníaca; uma explicação amplamente citada foi a de Tertuliano, que sugeriu que a pseudociência só era permitida "até ao tempo do evangelho".

#### Conjunção planetária
Em 1614, o astrónomo alemão Johannes Kepler determinou que uma série de três conjunções dos planetas Júpiter e Saturno teria ocorrido no ano 7 a.C. Embora as conjunções sejam importantes em astrologia, Kepler não estava a raciocinar em termos astrológicos quando argumentou (incorretamente) que uma conjunção planetária poderia criar uma nova, facto que o cientista acabou por ligar à Estrela de Belém. Cálculos modernos mostram que havia uma distância de quase um grau entre os planetas, o que tornaria essas conjunções pouco expressivas. Um antigo almanaque foi encontrado na Babilónia que cobre os eventos deste período, mas não indica nada de especial sobre tais conjunções. No século XX, o professor e astrónomo Karlis Kaufmanis argumentou que este evento seria uma tripla conjunção de Júpiter, Saturno e constelação de Peixes. O arqueólogo finlandês Simo Parpola também enfatizou esta teoria. Segundo Parpola, no sistema astrológico babilónio, Júpiter representava o deus supremo do universo, Saturno era o "imutável" e a constelação de Peixes estava associada ao deus da sabedoria, vida e criação, e também ao povo judeu. Quando esta "estrela" foi vista "no oriente" (Babilónia e Pérsia, os centros da astrologia na época, localizavam-se a leste da Judeia), a autoridade de Roma ainda não estava firmemente estabelecida na região do Médio Oriente e os judeus esperavam por um líder que os salvasse dos invasores. Parpola defendeu que a interpretação astrológica babilónia da tripla conjunção seria "o final de uma antiga ordem mundial, o nascimento de um novo rei escolhido por Deus".
Em 2 ou 3 a.C., ocorreu uma série de sete conjunções, incluindo três entre Júpiter e Régulo e uma estreita conjunção entre Júpiter e Vénus, perto de Régulo, a 17 de junho de 2 a.C. "A fusão dos dois planetas teria sido um evento raro e inspirador", de acordo com Roger Sinnott. Outra conjunção Vénus–Júpiter ocorreu a 3 de agosto de a.C. Contudo, estes acontecimentos ocorreram após a data geralmente aceite de 4 a.C. para a morte de Herodes. Dado que a conjunção teria sido vista no oeste, ao pôr-do-sol, não poderia ter guiado os magos de sul de Jerusalém até Belém.

#### Cometa, supernova e nascer helíaco
Outros autores sugerem que a estrela seria um cometa. O cometa Halley esteve visível em 12 a.C. e outro objeto, possivelmente um cometa ou uma nova, foi visto pelos chineses e coreanos por volta de 5 a.C. Este objeto foi observado por mais de setenta dias sem nenhum relato de movimento algum. Os escritores antigos descreviam cometas como "ficando sobre" cidades específicas, justamente como a Estrela de Belém foi descrita como "mantendo-se" sobre o "lugar" onde Jesus estaria (a cidade de Belém). Porém, esta teoria é considerada como improvável pois, na antiguidade, os cometas eram geralmente vistos como um mau presságio. Colin Nicholl, recentemente, enfatizou a teoria da estrela ser um cometa que teria aparecido no ano 6 a.C.
Uma hipótese recente é a de que a Estrela de Belém seria uma supernova ou uma hipernova que teria explodido perto da galáxia de Andrómeda. Ainda que supernovas tenham de facto sido detetadas, é extremamente difícil detetar restos de uma supernova noutras galáxias e, muito mais, determinar uma data de quando teriam ocorrido.
Os magos contaram a Herodes que tinham avistado a estrela "no oriente", de acordo com algumas traduções, "em ascensão", o que poderia implicar um aparecimento rotineiro de uma constelação ou asterismo. Alfred Edersheim, Heinrich Voigt, entre outros, sugeririam que o versículo 2 em Evangelho segundo Mateus se referia a um "nascer helíaco". A palavra grega para "oriente" utilizada nesta passagem está no singular, mas aparece sempre no plural nas que fazem referência à terra natal dos magos. A visão foi rejeitada pelo filólogo Franz Boll (1867-1924). Dois tradutores modernos de textos astrológicos antigos insistem que a passagem não utiliza termos técnicos para uma ascensão heliacal de uma estrela. No entanto, admite-se que Mateus possa ter usado termos leigos para caraterizar o momento.

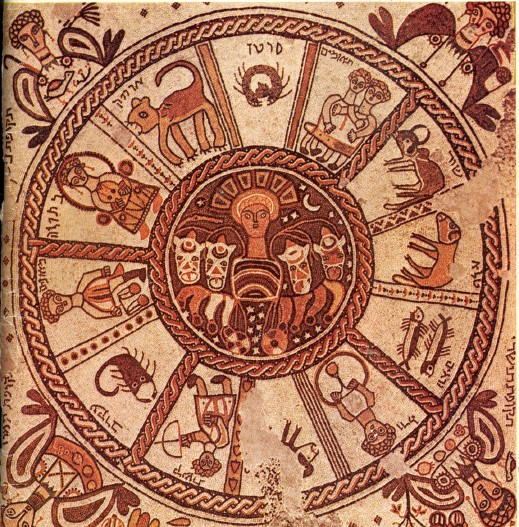
Um zodíaco de um mosaico do século 6, que se encontra numa sinagoga de uma cidade em Israel.

#### Dupla ocultação
O astrónomo Michael R. Molnar argumentou que a "estrela a este" refere-se a um evento astronómico com significado no contexto da astrologia grega antiga. O profissional propôs uma ligação entre a Estrela de Belém e uma dupla ocultação de Júpiter pela Lua a 20 de março e 17 de abril de 6 a.C., em Carneiro, particularmente a segunda. Tais eventos ocorreram muito próximos do Sol e eram de difícil observação a olho nu. Ocultações de planetas pela Lua são acontecimentos bastante comuns, mas Fírmico Materno, um astrólogo do imperador romano Constantino, escreveu que uma ocultação de Júpiter em Carneiro era um sinal do nascimento de um grande rei. Materno argumenta que Carneiro, em vez de Peixes, era o símbolo do zodíaco para a Judeia, facto que afetaria as interpretações astrológicas anteriores. A teoria de Molnar foi debatida por cientistas, teólogos e historiadores durante um colóquio sobre a Estrela de Belém na Universidade dos Países Baixos de Groningen, em outubro de 2014. O astrónomo de Harvard, Owen Gingerich, apoia a explicação de Molnar, mas observou algumas questões técnicas: "A história do evangelho é aquela em que o rei Herodes foi apanhado de surpresa. Logo, não foi de repente haver ali uma nova estrela brilhante que qualquer um poderia ter visto, foi sim algo mais subtil. O astrónomo David A. Weintraub considerou que "se os homens sábios de Mateus empreenderam uma jornada para procurar um rei recém-nascido, a estrela brilhante não os guiou; apenas lhes indicou quando haveriam de partir".

#### Ciclo anual de Júpiter
Outra teoria associa a estrela a uma série de eventos celestes únicos, mas geralmente não espetaculares envolvendo o planeta Júpiter. Astrónomos babilónicos referiam-se às vezes ao planeta como "MUL.BABBAR", que significa "estrela branca". Os eventos celestes, que foram centrados no ciclo anual do planeta poderiam ter sido simbolicamente associados ao judaísmo e a Messias. Esta conceção da estrela tem sido referida como "um estudo sério do que poderia ter sido uma perspetiva judaica messiânica sobre os céus há dois milénios".

#### Régulo, Júpiter e Vénus
O advogado Frederick Larson examinou o relato bíblico em Evangelho segundo Mateus, mais precisamente no capítulo 2, e encontrou as seguintes nove qualidades da Estrela de Belém: significava nascimento, realeza, estava relacionada com a nação judaica, e ascendeu "no oriente"; o rei Herodes não tinha conhecimento dela; apareceu a uma hora exata; perdurou durante o tempo; e, de acordo com Mateus, acompanhou os magos quando estes viajaram de sul de Jerusalém para Belém, parando sob os céus de Belém.
Usando um programa de computador próprio, e um artigo escrito pelo astrónomo Craig Chester - baseado no trabalho de Ernest Martin - Larson concluiu que todas as nove características da estrela são encontradas em eventos que ocorreram nos céus durante os anos 2 e 3 a.C. Destacou ainda uma tripla conjunção de Júpiter, chamado o planeta rei, com Régulo, chamada a estrela do rei, que se iniciou em setembro de 3 a.C. Frederick acredita que terá sido nesta data que se deu a conceção de Jesus.
Em junho de 2 a.C., nove meses depois - o período da gestação humana - Júpiter continuou a mover-se na sua órbita ao redor do Sol e apareceu em estreita conjunção com Vénus. Em hebraico, Júpiter é denominado "Sedeq", que significa "justiça", um termo também usado para o Messias, e Chester sugeriu que, como o planeta Vénus representa o amor e a fertilidade, os astrólogos teriam visto a estreita conjunção de Júpiter e Vénus como indicação de um futuro novo rei de Israel, e Herodes tinha tido esta informação em séria conta. O astrónomo Dave Reneke estou independentemente a conjunção de junho de 2 a.C. e observou que teria surgido como um "farol brilhante de luz".
De seguida, Júpiter continuou a mover-se e depois parou no seu movimento retrógrado aparente a 25 de dezembro de 2 a.C. sobre a cidade de Belém. Como os planetas na sua órbita têm um "ponto estacionário", este planeta move-se para este através das estrelas, mas "depois de passar o ponto oposto do sol no céu, parece abrandar, parar completamente, e mover-se para trás (para oeste) por algumas semanas. Depois retoma o seu curso para este", disse Chester. A data de 25 de dezembro em que Júpiter parece ter regredido ocorreu durante a época de Chanucá, e foi o dia adotado mais tarde para celebrar o Natal.

## Relacionamento histórico com o nascimento de Jesus
Se a história da Estrela de Belém descreveu um evento real, poderia identificar o ano em que Jesus nasceu. O Evangelho segundo Mateus descreve o nascimento de Jesus na altura em que Herodes era rei. De acordo com Flávio Josefo, Herodes faleceu após um eclipse lunar e antes da Páscoa judaica. O evento astronómico normalmente assinalado é o de 13 de março de 4 a.C. Outros especialistas sugeriram datas em 5 a.C., porque permite um período de sete meses entre os acontecimentos documentados por Josefo sobre o eclipse lunar e a Páscoa do que os 29 dias permitidos pelo eclipse lunar em 4 a.C. Outros afirmam que o eclipse decorreu no ano 1 a.C. A narrativa implica que Jesus nasceu nalgum momento entre a primeira aparição da estrela e o surgimento dos magos na corte de Herodes, sendo que o rei terá ordenado a execução de meninos com dois anos de idade ou menos, implicando que a Estrela de Belém apareceu em alguma altura dentro dos dois anos anteriores. Alguns eruditos datam o nascimento de Jesus entre o ano 4 e 6 a.C., enquanto outros sugerem entre 2 e 3 a.C.
O Evangelho segundo Lucas refere que o censo de César Augusto ocorreu quando Quirino era governador da Síria. Frank J. Tipler considera que tal ocorreu no ano 6, nove anos depois da morte de Herodes, e que a família de Jesus deixou Belém pouco tempo após o seu nascimento. Alguns académicos explicam a disparidade aparente como um erro por parte do terceiro dos quatro evangelhos canónicos, concluindo que o autor estava mais preocupado com a criação de uma narrativa simbólica do que com um relato histórico e desconhecia, ou era indiferente, à dificuldade cronológica.
Contudo, existe algum debate entre os tradutores da bíblia em relação à leitura correta do segundo versículo de Lucas. Em vez de traduzir o registo como tendo lugar "quando" Quirino era governador da Síria, algumas versões utilizam a expressão "antes" ou até mesmo o seu uso é aplicado como alternativa, sendo que Harold Hoehner, F.F. Bruce, Ben Witherington e outros sugeriram que poderá ser a tradução correta. Embora não estivesse de acordo, o teólogo protestante alemão Emil Schürer também reconheceu que tal tradução pode ser justificada gramaticalmente. De acordo com o historiador Flávio Josefo, o imposto sobre o inquérito conduzido por Quirino irritou particularmente os judeus, sendo esta uma das causas da existência do movimento de resistência armada a Roma denominado Zelota. Nesta perspetiva, Lucas pode ter tentado diferenciar o censo na época do nascimento de Jesus do referente aos impostos mencionado nos Atos 5:37. que se sucedeu sob a alçada de Quirino num momento posterior. O teólogo Paulo Orósio identificou o censo no nascimento de Jesus, não relacionado com impostos, mas sim com uma garantia universal de lealdade ao imperador.
Jack Finegan observou que alguns dos primeiros historiadores relatavam os anos régios de Augusto como equivalente a 2 ou 3 a.C., ou 2 a.C. ou mais tarde do que o nascimento de Jesus, incluindo Ireneu de Lyon (2/3 a.C.), Clemente de Alexandria (2/3 a.C.), Tertuliano (2/3 a.C.), Júlio Africano (2/3 a.C.), Hipólito de Roma (2/3 a.C.), Hipólito de Tebas (3/2 BC), Orígenes (2/3 a.C.), Eusébio de Cesareia (2/3 a.C.), Epifânio de Salamina (2/3 a.C.), Cassiodoro Senador (3 a.C.), Paulo Orósio (2 a.C.), Dionísio, o Exíguo (1 a.C.) e o cronógrafo do ano 354 (1 d.C.). Finegan reputou que a morte de Herodes possa ter ocorrido em 1 a.C., e que se Jesus nasceu dois anos ou menos antes do falecimento do rei, o nascimento do menino aconteceu em 2 ou 3 a.C. Finegan também observou que o grupo de cristãos heterodoxos asiático Alogi considerou que o nascimento de Cristo se verificou em 4 a.C. ou 9.

## Interpretações religiosas

### Igreja Ortodoxa

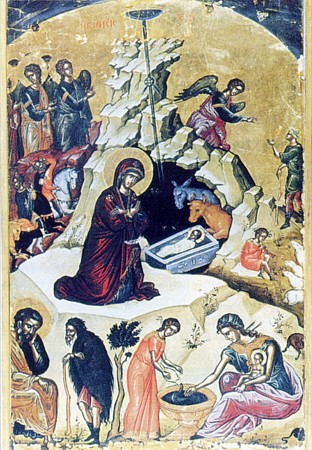
Ícone russo do nascimento de Jesus. A Estrela de Belém é retratada no topo ao centro como um semicírculo escuro, com um único raio descendente.

Na Igreja Ortodoxa, a Estrela de Belém não é interpretada como um evento de cariz astronómico mas sim sobrenatural, no qual um anjo foi enviado por Deus para guiar os magos até ao Menino Jesus. Esta interpretação é evidente no tropário da Natividade:
| “ | Tua natividade, Ó Cristo nosso Deus, iluminou o mundo com a luz da razão: porque aqueles que adoravam as estrelas, aprenderam através da estrela a Te reverenciar, Sol da verdade, e a Te ver nas alturas do Nascer Do dia: Ó Senhor, glória a Ti. | ” |

Na iconografia ortodoxa cristã, a Estrela de Belém é geralmente representada não em dourado mas como uma auréola escura, um semicírculo acima do ícone, que indica a luz não-criada da graça divina, com um raio a apontar para o «o lugar onde estava o menino» (Mateus 2:9). Por vezes, uma pálida imagem de um anjo é desenhada dentro da auréola.

### Mormonismo
Os mórmons acreditam que a Estrela de Belém foi um evento astronómico real e visível em todo o mundo. No livro de Mórmon, cujo referencia a crença dos seguidores de que continha escrituras de profetas antigos, Samuel profetiza que uma nova estrela irá aparecer como sinal de que Jesus teria nascido e Nephi, posteriormente, escreve sobre a realização dessa profecia.

### Testemunhas de Jeová
As Testemunhas de Jeová, ao pesquisarem e estudarem a passagem referente a "estrela de Belém" chegaram a uma interpretação completamente diferente; segundo os seguidores da denominação, a estrela é considerada um produto de Satanás, em vez de um sinal de Deus, dado que esta, ao invés de direcionar o grupo de astrólogos diretamente para Belém, os guiou ao invés disso para Jerusalém, onde descobriram o plano do rei Herodes para matar Jesus.
Além disso, As Testemunhas de Jeová argumentam que os três reis magos eram na verdade “astrólogos”, ou “homens que estudavam as estrelas”, termos usados em algumas traduções modernas. Sendo assim, eles praticavam algo condenado nas Escrituras Sagradas. (Deuteronômio 18:10-12) 
As Testemunhas de Jeová ensinam que de acordo com o relato, esses astrólogos foram os únicos a ‘ver’ a estrela. Se ela fosse uma estrela de verdade, teria sido bem visível a todas as pessoas. Mas até o Rei Herodes teve de lhes perguntar sobre os detalhes do aparecimento dela. A estrela guiou os astrólogos primeiro até Jerusalém, onde estava Herodes, um inimigo mortal do futuro Messias. Ele queria matar o menino Jesus. Daí, a estrela mudou de rumo, indo para o sul até Belém, onde estava Jesus. Isso colocou a vida de Jesus em risco. 

### Adventistas do Sétimo Dia
No livro O Desejado de Todas as Nações, de Ellen G. White , uma das fundadoras da Igreja Adventista do Sétimo Dia, pode ler-se a seguinte passagem: "Aquela estrela era um longínquo grupo de anjos resplandecentes, mas isso os sábios ignoravam.

## Representação na arte

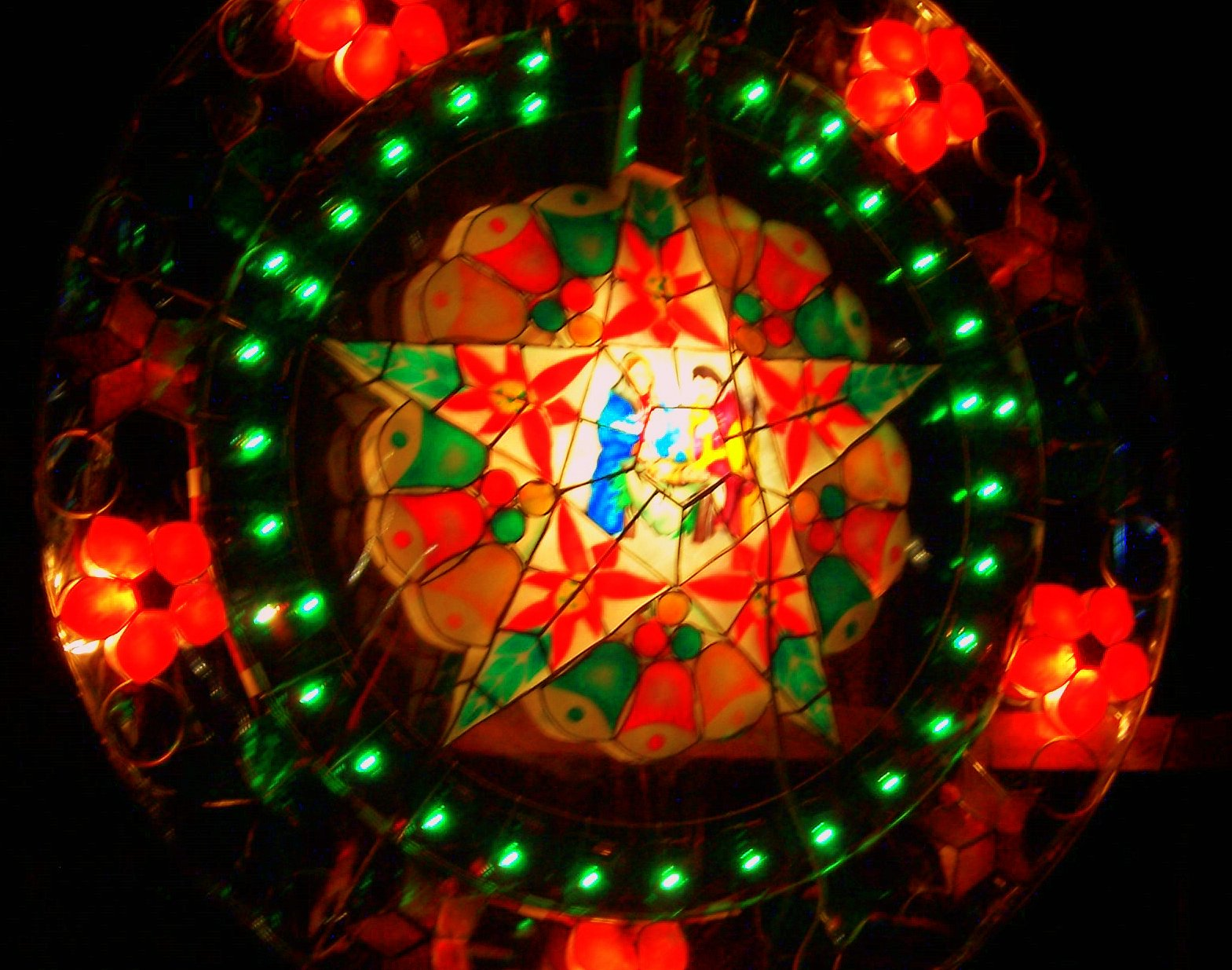
Na cultura filipina, o paról é um símbolo tradicional da quadra devido à sua constituição em forma de estrela.

Pinturas e outras representações da Adoração dos Magos por vezes incluem uma imagem da estrela de alguma forma. No afresco de Giotto, aparece como um cometa. Na tapeçaria sobre o tema (e na aguarela relacionada), criada por Edward Burne-Jones, a estrela é suportada por um anjo.
A lanterna colorida em forma de estrela conhecida como paról é um símbolo bastante reconhecido da quadra para os filipinos, sendo que a sua constituição e luz recordam a Estrela de Belém. Na sua forma básica, o ornamento tem cinco pontos e duas "caudas" que evocam raios de luz que apontam o caminho para o estábulo, e as velas dentro das lanternas foram substituídas por iluminação elétrica.
Na Basílica da Natividade em Belém, uma estrela prateada com 14 raios ondulantes marca a localização tradicionalmente reivindicada como sendo a do nascimento.

## Na cultura popular
"The Star of Bethlehem" é uma composição musical oratória do irlandês Colm Ó Foghlú, com um libreto de Gráinne Uí Chaomhánaigh e Bríd Ní Ghruagáin. Foi primeiramente transmitida como Ceol ar Snámh ón Spéir Anuas, em irlandês, na rádio RTE Radio1 & RTE Raidió no dia de Natal em 2012. Foi escrita de propósito para Lynn Hilary (soprano), Niamh Ní Charra (concertina), Aoife Ní Bhriain (violino) e Noreen O'Donoghue (harpa irlandesa), com atuação da orquestra da Irlanda e o coro New Dublin Voices.
"The Star" foi um episódio da séria norte-americana The Twilight Zone, transmitido durante a década de 1980, baseado no conto de ficção científica com o mesmo nome do escritor inglês Arthur C. Clarke.
| “ | Uma nave espacial distante vem através de uma supernova, calculada para ter ocorrido em aproximadamente 3.000 a.C. numa distância de 3 mil anos luz. Uma civilização bem desenvolvida foi erradicada pela supernova, e um dos astronautas, que também era sacerdote, teve uma crise de fé sobre por que Deus deixaria uma civilização desse tipo morrer para anunciar o nascimento de Cristo. Outro astronauta mostra-lhe uma gravação daquela população afirmando que os mesmos perceberam que estavam no auge do seu tempo e tinham de abrir caminho para um novo povo. Deixaram a sua arte e música para trás como um legado para as gerações futuras. | ” |

A estrela é também mencionada frequentemente em canções clássicas de Natal. Por exemplo, "Reis do Oriente" - composta em 1857 por John Henry Hopkins Jr. - tem o seguinte refrão:
| “ | Linda estrela de fulgente luz, O teu brilho nos conduz, Luz celeste, rumo Oeste, Guia-nos ao Rei Jesus. | ” |